# YTN Science

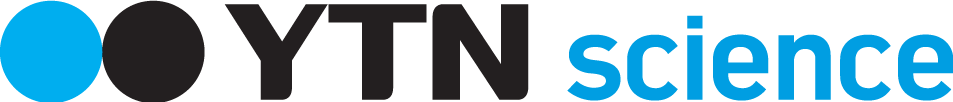
logo

YTN Science是YTN的子公司旗下的一个以播放女性节目为主的有線电视频道。

## 历史
- 2007年9月17日 ~ 2010年11月7日 改称Science TV。
- 2010年11月8日 ~ 改称YTN Science。